# SMArt 155
SMArt 155 (Suchzünder Munition für die Artillerie; od 1999 figurujący także pod nazwą DM 702) – pocisk artyleryjski produkcji niemieckiej, odpowiadający standardom NATO, przeznaczony dla haubic kalibru 155 mm do zwalczania zamaskowanych i niezamaskowanych pojazdów pancernych zarówno lekko opancerzonych (np. samobieżnych zestawów przeciwlotniczych), jak i silnie opancerzonych (czołgów). Został stworzony w celu zwalczania statycznych i poruszających się celów w każdych warunkach pogodowych i w różnorodnym środowisku. 
Według producenta, SMArt 155 przetwarza połączone sygnały z czujników podczerwieni, przyrządów pomiarowych i radarów aktywnych obejmujących szeroki zakres długości fal. Sprawdza się w trudnych warunkach, np. przy mgle, zadymieniu lub opadach.

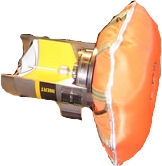
Podpocisk

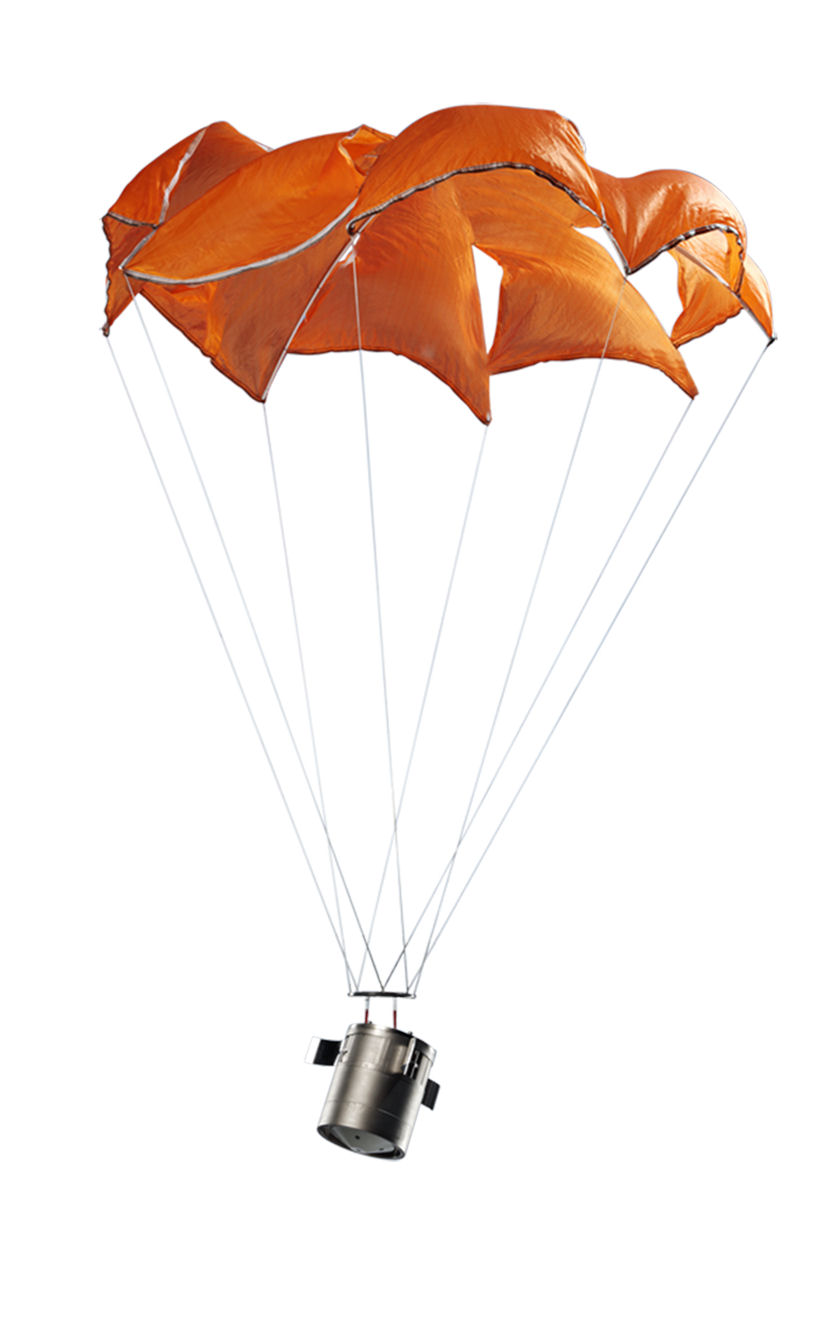
Ładunek bojowy na spadochronie

## Zasada działania
Zasada działania tej „inteligentnej” amunicji artyleryjskiej kaliber 155 mm, polega na wystrzeleniu pocisku w kierunku opancerzonych pojazdów bojowych, których sam poszukuje a po wykryciu niszczy. Strzelanie jest podobne jak amunicją klasyczną. Odpalany jest pocisk nosiciel z zapalnikiem czasowym, który zawiera dwa podpociski. Po dotarciu pocisku w rejon celu następuje zadziałanie zapalnika, rozcalenie pocisku nosiciela i wyrzucenie podpocisków, który opadają swobodnie na spadochronach. Na określonej wysokości uaktywniają się układy śledzenia, którymi są czujniki podczerwieni i radiowe. Czujniki po odnalezieniu celu określają jego dane i zapisują w pamięci, a następnie odpalają w jego kierunku formowany wybuchowo pocisk poruszający się z prędkością hiperdźwiękową. Cel zostaje zniszczony z góry dzięki energii kinetycznej strumienia kumulacyjnego. Jeżeli pocisk nie napotka żadnego celu ulega samozniszczeniu, dzięki czemu unika się kłopotliwych później niewybuchów. Zastosowane sensory są niewrażliwe na zakłócenia i efektywnie potrafią zwalczać wrogie pojazdy, jednak najlepiej używać ich przy dalszych odległościach gdyż istnieje niebezpieczeństwo rażenia własnych pojazdów. Dzięki wprowadzeniu tego typu pocisków zmniejszone zostało znaczne użycie amunicji gdyż zniszczenie takiego celu, jakim jest pojazd opancerzony pociskami konwencjonalnymi, pociągnęłoby za sobą znaczne większe jej zużycie.
Zasięg pocisków SMArt wynosi 28 km przy strzelaniu z haubicy samobieżnej PzH 2000 i 22,5 km z M109A3GA1. Dzięki wprowadzeniu nowej amunicji rola artylerii na współczesnym polu walki uległa zwiększeniu, gdyż teraz wystarczy jeden pocisk w punkt nad celem, aby go zniszczyć. Od 1999 roku SMArt pod oznaczeniem DM 702 wszedł na uzbrojenie batalionów artylerii Bundeswehry. Te artyleryjskie pociski inteligentnego wykrywania i zwalczania celów opancerzonych mogą być wystrzeliwane z wszystkich dział z lufą kal. 155 mm, i prawdopodobnie w niedługim czasie zostaną wprowadzone do arsenałów wielu państw.
Podczas jednego z ostatnich badań amunicji SMArt, został wystrzelony z samobieżnej haubicy G6 i skuteczność bojowa wynosiła 67 procent trafień w docelowe pojazdy pancerne z wszystkich wystrzelonych pocisków. Wyniki badania ukazują również, że SMArt 155 jest w stanie rozróżnić gorący cel z zimnego tła, a także zimne cele z gorącego tła. Ta funkcjonalność jest szczególnie ważna w klimacie pustynnym w różnych porach dnia, które mogą wpływać na parametry obrazu termicznego.

Schemat działania. 1-Odpalenie nosiciela, 2-Droga pocisku nad cel, 3-zadzialanie zapalnika, 4-rozcalenie pocisku nosiciela i wyrzucenie podpocisków, 5-opad podpocisków na spadochronach, 6-odpalenie w kierunku celu formowanego wybuchowo pocisku